# Kunstversicherung
Die Kunstversicherung gehört im Bereich der Individualversicherung zu der Gruppe der Sachversicherungen, die besondere Versicherungsbedingungen zur Versicherung von Bildern, Fotos, Sammlungen, Skulpturen, aber zum Teil auch Pelzen und Schmuck vorsieht. Die gewöhnliche Hausratversicherung deckt für diese Gegenstände spezifische Risiken in Höhe und Umfang nicht ausreichend ab. Die Kunstversicherung kann als Mischung zwischen  Haushalts- und Transportversicherung angesehen werden.

## Arten der Kunstversicherung
Einige Spezialversicherer sind in der Lage, eine Unterart in Form der Geschäftsversicherung für Museen, Kunsthandlungen, Galerien, Sammlungen usw. anzubieten (kombinierte Sachversicherung). Bei größeren Risiken wird hierbei ein Versicherungspool zwischen den Gesellschaften gebildet bzw. erfolgt eine Rückversicherung der Versicherungsgesellschaft bei einem Rückversicherer.
Es kann empfehlenswert sein, einen zusätzlichen Schutz bei Transport vorzusehen, zum Beispiel bei Ausleihungen an Museen oder Galerien oder bei der Beförderung zwischen den verschiedenen privaten Standorten ihrer Besitzer. Eine gebräuchliche Bezeichnung für die Versicherung des Kunsttransports lautet: Von Nagel zu Nagel. Damit ist gemeint, dass das Kunstwerk von der Stelle, wo es hing, bis zur Stelle, an der es erneut hängen wird, versichert ist.

## Versicherungsumfang
Versicherte Gegenstände sind Antiquitäten, Kunst- und Sammelobjekte sowie die dazugehörigen Rahmen, Schutzverglasungen inklusive Aufhängevorrichtungen, Sockel und Vitrinen.
Versicherte Gefahren: Bei der Kunstversicherung handelt es sich um eine All-Risk-Versicherung, die Kunstgegenstände sind an den im Vertrag bezeichneten Risikoorten gegen Beschädigung, Zerstörung und Verlust als Folge aller Gefahren, denen die versicherten Objekte ausgesetzt sind, versichert. Hierbei handelt es sich um den Grundsatz der Allgefahrendeckung, wobei diese nicht allzu wörtlich genommen werden darf. Eine Begrenzung der Allgefahrendeckung erfolgt durch Aufnahme von Ausschlüssen in den AVB.

## Ausschlüsse
Durch die Ausschlüsse erfolgt die Einschränkung der All-Risk-Versicherung. Unterschieden werden können die Ausschlüsse durch Gefahren und die Ausschlüsse durch Schäden.

### Ausschlüsse durch Gefahren
- Krieg, Bürgerkrieg und kriegsähnliche Ereignisse, Vorhandensein oder Verwendung von Kriegswerkzeugen – allerdings während des Transportes versicherbar
- Terror – gegen Zusatzbeitrag versicherbar
- Streik, Arbeitsunruhen und Innere Unruhen – gegen Zusatzbeitrag versicherbar
- Beschlagnahme oder sonstige Eingriffe hoher Hand
- Kernenergie

### Ausschlüsse durch Schäden
- Allmähliche Einwirkung von Sonnenlicht
- Natürliche Beschaffenheit, Abnützung und Verschleiß
- Schädlinge und Ungeziefer
- Bearbeitung, Reinigung, Reparatur und Restaurierung – bis zu geringen Sublimits versicherbar (Restaurierungskosten)
- Vergrößerung von Altschäden
- Veruntreuung, Unterschlagung und Betrug sofern der Versicherungsnehmer als Täter nachgewiesen kann, ansonsten versichert
- mangelhafte Verpackung, wenn sie vom Versicherungsnehmer vorgenommen wurde

## Versicherte Kosten
Bei den versicherten Kosten handelt es sich um versicherte Vermögensschäden. Der Versicherungsnehmer erhält im Versicherungsfall die nachstehenden, notwendig gewordenen Kosten, damit die Entschädigungsleistung nicht zum Nachteil des Versicherungsnehmers durch Vermögensfolgeschäden in Form der Nebenkosten aufgebraucht wird. Pro Versicherungsfall werden die Kosten nach den Versicherungsbedingungen, sofern nicht anderes vereinbart wurde, bis maximal 10 % der Gesamtversicherungssumme ersetzt:
- Aufräumungskosten: Notwendig gewordene Kosten für das Aufräumen sowie für das Wegräumen und den Abtransport der Reste von versicherten Objekten.
- Bewegungs- und Schutzkosten: Kosten, weil zur Wiederherstellung oder Wiederbeschaffung versicherter Objekte andere Sachen bewegt, verändert oder geschützt werden müssen.
- Transport- und Lagerkosten: Transport- und Lagerkosten für versicherte Objekte, solange der Versicherungsort unbenutzbar ist oder die Lagerung dem Versicherungsnehmer in einem benutzbaren Teil nicht zumutbar ist.
- Schadenabwendungs- und Schadenminimierungskosten: Kosten, die für angemessene Maßnahmen entstehen, die der Versicherungsnehmer zur Abwendung oder Minderung des Schadens für geboten halten durfte.
- Restaurierungskosten: die für die Restaurierung und Dokumentation sowie für die erforderlichen Transporte zum und vom Restaurator notwendig gewordenen Kosten sowie die Versicherungskosten während des Aufenthaltes beim Restaurator.
- Sonstige Kosten:
  - Kosten, die aufgewendet wurden, um abhandengekommene Kunstobjekte wiederzuerlangen oder vergleichbare Kunstobjekte wiederzuerwerben (zum Beispiel Reisekosten, Transportkosten, Rechtsanwaltskosten, öffentliche Gebühren, Sicherheitsleistungen und Ähnliches)
  - Kosten für die Restaurierung oder Neubeschaffung beschädigter Rahmung und Schutzverglasung (Rahmungsergänzung), jedoch ohne Wertminderung.
  - Kosten für Gutachter und Sachverständige.

## Obliegenheiten

### Obliegenheiten vor dem Schadensfall
- Auskunftspflicht
- Sicherheitsvorschriften
- Kalte Jahreszeit
- Versehensklausel
- Transportbestimmungen – Zusätzliche Klauseln für Kunstgegenstände
  - Transportmittel
  - Verpackung und Ladungssicherung
  - Transportbegleitung

### Obliegenheiten im Schadensfall
- Meldung des Schadens
- Polizeiliche Anzeige
- Weisung des Versicherers
- Untersuchung des Schadens
- Transportschäden

## Leistungsfreiheit des Versicherers
- Vorsätzliche, grob fahrlässige Herbeiführung und arglistige Täuschung
- Verhaltenszurechnungen
- nicht gerichtliche Geltendmachung

## Gefahrenerhöhung
- Unbewohnter Risikoort
- Ausfall der vereinbarten Sicherung
- Bau- und Gerüstarbeiten

## Sonstiges
Anbieter von Kunstversicherungen können teilweise auf eigene kunsthistorische Abteilungen zurückgreifen, um den Versicherungswert des Kunstwerks zu schätzen. Daneben bedienen sie sich eines Netzwerkes von Spezialisten (Restauratoren, Auktionatoren, Universitäten).
Seit 2012 wird im Rahmen der Art Cologne das Kölner Kunstversicherungsgespräch durchgeführt. Das erste Gespräch am 18. April 2012 behandelte das Thema Seetransporte. Die weiteren Themen der Folgejahre behandelten Versicherungswert von Kunst, Fälschungen, Leihverkehr, Wertminderung, Kunst in Krisenzeiten, Provenienzforschung und Globalisierung des Kunstmarktes sowie 2020 das Thema Staatshaftung.